# 圣乔治-拉莫拉腊
圣乔治-拉莫拉腊（義大利語：San Giorgio la Molara）是意大利贝内文托省的一个市镇。总面积65.3平方公里，人口3075人，人口密度47.1人/平方公里（2009年）。ISTAT代码为062059。